# Chlaenius impunctifrons
Chlaenius impunctifrons är en skalbaggsart som beskrevs av Thomas Say. Chlaenius impunctifrons ingår i släktet Chlaenius och familjen jordlöpare. Inga underarter finns listade i Catalogue of Life.